# 九龍巴士35S線
九龍巴士35S線是香港的一條已取消的早上繁忙時間巴士路線，由安蔭單向前往美孚。

## 歷史
- 1996年5月19日：投入服務
- 2007年7月21日：改為全空調服務
- 2012年12月29日：縮短服務時間及調整班次[1]
- 2015年3月23日：本線取消，同日由35X線取代。

## 服務時間及班次
安蔭開
- 星期一至六：06:00、06:45、07:30、08:15

星期日及公眾假期暫停服務

## 收費
全程：$5.8
| - 本線設有12歲以下小童及65歲或以上長者半價優惠。 - 65歲或以上香港居民使用「樂悠咭」，以及12歲以下合資格殘疾兒童使用「殘疾人士身份」個人八達通繳付車資，均可享有每程$2.0或半價（以較低者為準）的票價優惠；12至64歲合資格殘疾人士使用「殘疾人士身份」個人八達通（包括「樂悠咭」），以及60至64歲香港居民使用「樂悠咭」繳付車資，均可享有每程$2.0或全費（以較低者為準）的票價優惠。 - 65歲或以上長者如使用長者或一般個人八達通繳付車資，則只可享有半價優惠；12至64歲合資格殘疾人士如不使用「殘疾人士身份」個人八達通，以及60至64歲人士如不使用「樂悠咭」繳付車資，必須繳付全費。 - 乘客可以現金或八達通於上車時付款，不設找續。 - 每位成人乘客可免費攜帶最多兩名4歲以下而不佔座位的兒童乘客乘車，超額之4歲以下小童必須繳付小童車費乘車。 - 持有「九巴月票」之乘客在車票有效期內，每日可享最多10程任何九龍巴士及龍運巴士路線（包括本路線，以及聯營路線的九龍巴士／龍運巴士提供的班次；惟乘搭機場「A」及「NA」線則可享原價二七折優惠（不會計算每天10次合資格車程））；而B1線則每日可享最多各2程（不會計算每天10次合資格車程）。 - 九龍巴士、城巴、龍運巴士及陽光巴士全職員工及家屬（不包括外判職員）可免費乘搭本路線，惟必須拍職員或職員家屬八達通。 - 乘客亦可透過多元化電子支付系統（e度嘟）繳付車資，包括使用非接觸式VISA卡、JCB卡、萬事達卡、銀聯卡、美國運通、大來國際、Discover Card、Apple Pay、Google Pay、Samsung Pay、AlipayHK「易乘碼」、支付寶、WeChatHK／微信支付「搭車碼」、銀聯雲閃付「乘車碼」及BOC Pay「乘車碼」。乘客使用此付款方式，使用此支付方式的乘客可享有中途下車之分段收費，以及與其他九巴／龍運獨營路線或聯營線九巴／龍運班次之轉乘優惠，惟不適用於與非九巴／龍運路線之轉乘優惠，亦不能享有「公共交通費用補貼計劃」及「長者及合資格殘疾人士公共交通票價優惠計劃」。 |

## 用車
本線由N269線和N237線抽調車輛行走。

## 行車路線
經：安足街、石排街、大白田街、梨木道、童子街、石蔭路、北葵涌街市、石蔭路、童子街、梨木道、和宜合道、昌榮路、天橋、葵涌道及長沙灣道。

### 沿線車站
| 安蔭開 | 安蔭開       | 安蔭開       |
| ------ | ------------ | ------------ |
| 車站   | 車站名稱     | 位置         |
| 1      | 安蔭巴士總站 | 安蔭巴士總站 |
| 2      | 石排街石歡樓 | 石排街       |
| 3      | 裘錦秋中學   | 大白田街     |
| 4      | 北葵涌街市   | 石蔭路       |
| 5      | 葵芳邨       | 葵涌道       |
| 6      | 葵涌道荔景邨 | 葵涌道       |
| 7      | 葵涌交匯處   | 葵涌道       |
| 8      | 美孚鐵路站   | 長沙灣道     |

## 客量
本線之開辦，主要是彌補路線35A改經青山公路後不再繞經美孚而設。由於美孚主要是住宅區，因此乘客大多只是乘搭本路線往美孚轉乘其他路線。另外，本路線在車資上較有優勢，即使是空調巴士也只需$5.8，比35A的$7.7（未改為全空調時更只需$3.5），依然能吸引一些乘平車的乘客。然而，路線於全冷後客量出現明顯的下降，令九巴逐步加入單層巴士行走本路線。
由於前往葵芳鐵路站已有比本路線更便宜的235M提供服務，為免與235M重疊，本路線改為途經昌榮路天橋，而在葵涌道直到葵芳邨才有分站，前往葵芳和美孚也因而會較快。

## 外部連結
1. ↑  .   [2012-12-25]. （原始内容存档于2016-03-04）. （页面存档备份，存于）

- Kowloon Motor Bus Company (1933) Ltd.（页面存档备份，存于）
- KMB Air-conditioned Route 九巴空調路線－35S （页面存档备份，存于）